# Bulbostylis conifera
Bulbostylis conifera är en halvgräsart som först beskrevs av Carl Sigismund Kunth, och fick sitt nu gällande namn av Alan Ackerman Beetle. Bulbostylis conifera ingår i släktet Bulbostylis och familjen halvgräs. Inga underarter finns listade i Catalogue of Life.